# تراب في الريح (أغنية)
أغنية تراب في الريح (بالإنجليزية: Dust in the Wind)‏ هي أغنية سجلها فريق الروك التقدمي الأمريكي كانساس، وكتبها عضو الفريق كيري ليفجرين، وصدرت لأول مرة في ألبوم عام 1977 «نقطة اللاعودة».
بلغت الأغنية ذروتها في المركز السادس على قائمة البيلبورد 100 في الإسبوع الذي يبدأ في 22 أبريل 1978، مما يجعلها الأغنية الوحيدة لفريق كانساس التي تصل إلى المراكز العشرة الأولى في الولايات المتحدة. حصلت الأغنية المنفردة من رابطة صناعة التسجيلات الأمريكية RIAA، على شهادة ذهبية لمبيعات مليون اسطوانة.

## خلفية الأغنية
كتب الأغنية عازف الجيتار ليفجرين بعد قراءة كتاب عن شعر الأمريكيين الأصليين، الكلمات التي لفتت إنتباهه كانت «لأن كلنا تراب في مهب الريح»، هذا جعله يفكر في القيمة الحقيقية للأشياء المادية ومعنى النجاح، فقد كانت الفرقة تعمل بشكل جيد وتكسب الكثير، لكن كيري أدرك أنه في النهاية سيموت مثل أي شخص آخر: «بغض النظر عن ممتلكاتنا أو إنجازاتنا، ينتهي بنا المطاف جميعًا إلى الأرض». عنوان الأغنية مقتبسًا من أحد أسفار التناخ والعهد القديم (سفر الجامعة)  حيث يقول: «فكرت في كل ما أنجزه الإنسان على الأرض، وخلصت إلى أن كل ما أنجزه لا طائل منه، مثل مطاردة الريح». التأملات في الفناء وحتمية الموت، تحمل تشابهًا صارخًا مع مقاطع العهد القديم، كما في تكوين 3:19 / 3:20  «لَيْسَ لِلإِنْسَانِ مَزِيَّةٌ عَلَى الْبَهِيمَةِ، يَذْهَبُ كِلاَهُمَا إِلَى مَكَانٍ وَاحِدٍ. كَانَ كِلاَهُمَا مِنَ التُّرَابِ، وَإِلَى التُّرَابِ يَعُودُ كِلاَهُمَا». تتشابه الأغنية أيضا مع الأسطر الافتتاحية الشهيرة لملحمة الحرب اليابانية (قصة الهائيكي): «أخيرًا يأتي السقوط العظيم، وهم مثل الغبار أمام الريح».

## طاقم العزف والتسجيل
- ستيف والش: غناء رئيسي.
- كيري ليفجرين: جيتار صوتي.
- ريتش ويليامز: جيتار صوتي.
- روبي شتاينهارت: كمان وفيولا ودعم غناء وتناغم[9]

## كلمات الأغنية
أغمض عيني، للحظة فقط وذهبت اللحظة I close my eyes, only for a moment, and the moment's gone
كل أحلامي تمر أمام عيني، بفضول All my dreams pass before my eyes, a curiosity
تراب في الريح Dust in the wind
كلها تراب في الريح All they are is dust in the wind
نفس الأغنية القديمة، مجرد قطرة ماء في بحر لا نهاية له Same old song, just a drop of water in an endless sea
كل ما نقوم به ينهار على الأرض، رغم أننا نرفض أن نرى All we do crumbles to the ground though we refuse to see
تراب في الريح Dust in the wind
كل ما نحن عليه هو التراب في الريح All we are is dust in the wind
أوه، هو، هو Oh, ho, ho
الآن لا تنتظر، لا شيء يدوم إلى الأبد إلا الأرض والسماء Now, don't hang on, nothing lasts forever but the earth and sky
فإنه ينزلق بعيدا It slips away
ولن تشتري كل أموالك دقيقة أخرى And all your money won't another minute buy
تراب في الريح Dust in the wind
كل ما نحن عليه هو التراب في الريح All we are is dust in the wind
(كلنا تراب في الريح) All we are is dust in the wind
تراب في الريح Dust in the wind
(كل شي تراب في الريح) Everything is dust in the wind
كل شي تراب في الريح Everything is dust in the wind

## وصلات خارجية
https://www.songfacts.com/facts/kansas/dust-in-the-wind
https://www.youtube.com/watch?v=tH2w6Oxx0kQ